# Colonia Santa Fe, Chihuahua
Colonia Santa Fe är en ort i Mexiko.   Den ligger i kommunen Delicias och delstaten Chihuahua, i den nordvästra delen av landet, 1 200 km nordväst om huvudstaden Mexico City. Colonia Santa Fe ligger 1 213 meter över havet och antalet invånare är 328.
Terrängen runt Colonia Santa Fe är platt. Runt Colonia Santa Fe är det glesbefolkat, med 9 invånare per kvadratkilometer. Närmaste större samhälle är Ciudad Delicias, 7,1 km väster om Colonia Santa Fe. Trakten runt Colonia Santa Fe består till största delen av jordbruksmark.